# Wybory parlamentarne w Islandii w 1949 roku
Wybory parlamentarne w Islandii odbyły się 23–24 października 1949. Wygrała je Partia Niepodległości.

## Wyniki wyborów
| Partia                                        | Liczba głosów | %    | +/–% | Liczba mandatów | +/– |
| --------------------------------------------- | ------------- | ---- | ---- | --------------- | --- |
| Partia Niepodległości (Sjálfstæðisflokkurinn) | 28 546        | 39,5 | ±0,0 | 19              | -1  |
| Partia Postępu (Framsóknarflokkurinn)         | 17 659        | 24,5 | +1,4 | 17              | +4  |
| Partia Socjalistyczna (Sósíalistaflokkurinn)  | 14 077        | 19,5 | ±0,0 | 9               | -1  |
| Partia Socjaldemokratyczna (Alþýðuflokkurinn) | 11 937        | 16,5 | -1,3 | 7               | -2  |
| Razem (frekwencja – 89,0%)                    | 73 432        | 100  |      | 52              |     |
| źródło:                                       |               |      |      |                 |     |